# Die Einsamkeit der Primzahlen
Die Einsamkeit der Primzahlen ist ein 2008 erschienener Roman von Paolo Giordano. Der Roman wurde von Regisseur Saverio Costanzo verfilmt. Der Kinostart des gleichnamigen Films erfolgte 2010 in Italien.

## Inhalt
Die Einsamkeit der Primzahlen erzählt in meist abwechselnden Kapiteln aus dem Leben von Alice Della Rocca und Mattia Balossino. Beide Protagonisten sind von traumatischen Erlebnissen aus ihrer Kindheit gezeichnet: Alice verliert an einem Tag ihre Unbeschwertheit und das Vertrauen zu ihrem Vater, der sie zu einem Skikurs gedrängt hat, bei dem sie sich verletzt und eine Behinderung zurückbehält. Mattia lässt seine geistig behinderte Zwillingsschwester Michela für einige Stunden allein in einem Park, um ohne sie auf eine Kindergeburtstagsfeier zu gehen. Als er zurückkehrt, ist Michela verschwunden. 
Beide verarbeiten diese Ereignisse während ihrer Jugend auf unterschiedliche Weise: Alice leidet an Anorexia nervosa, Mattia weist selbstverletzendes Verhalten auf. Auf dem Gymnasium lernen sich die beiden kennen und sind voneinander – gerade durch ihre Einsamkeit – angezogen. Beide bleiben während der Schulzeit Außenseiter. Alice geht für kurze Zeit eine asymmetrische Freundschaft mit der beliebten, aber herrischen Viola Bai ein. Mattias einziger Schulfreund ist Denis, der heimlich in Mattia verliebt ist.
Nach Abschluss des Gymnasiums bleiben Mattia und Alice befreundet. Mattia studiert Mathematik und ist fasziniert von Algebra; Alice entscheidet sich zum Unmut ihres Vaters dazu, Fotografin zu werden, anstatt zu studieren. Nach dem Diplom bekommt Mattia ein Angebot für ein Forschungsstipendium an einer Universität in Nordeuropa, das er annimmt. Alice lernt während der Krankheit ihrer Mutter im Krankenhaus den jungen Arzt Fabio Rovelli kennen, den sie später heiratet. Erst nach Jahren treffen sich Alice und Mattia wieder und es wird deutlich, dass sie vor eine Entscheidung gestellt sind.

## Rezeption
Giordano erhielt für den Roman den Literaturpreis Premio Strega.
Die Einsamkeit der Primzahlen war 2008 das meistverkaufte Buch Italiens und wurde in 26 Länder verkauft.
Im November 2009 begannen unter der Regie von Saverio Costanzo die Dreharbeiten für die Verfilmung des Buches. Der Film kam in Italien im Herbst 2010 und in Deutschland im August 2011 in die Kinos.

## Hörbuch
Die Einsamkeit der Primzahlen erschien 2009 als Hörbuch bei Random House Audio in einer von Daniel Brühl vorgetragenen, gekürzten Lesefassung.

„Daniel Brühl ist kein begnadeter, aber ein guter Sprecher. [...] Mit seinem jungenhaften Timbre passt er hervorragend zu den beiden jugendlichen Protagonisten, deren Schmerz und Verletzungen er hörbar macht, genauso wie den Trost, den sie sich spenden. Er liest – bis auf ein paar glatte Momente – so wie er selbst in einem Interview den Roman charakterisiert hat: ‚schön, elegant und angenehm melancholisch‘“

## Ausgaben
- La solitudine dei numeri primi. Mondadori, Milano 2008, ISBN 88-04-57702-9.
- Die Einsamkeit der Primzahlen. Aus dem Italienischen von Bruno Genzler. Blessing, München 2009,  ISBN 3-89667-397-1.